# Erumdji Barlas
Erumdji Barlas Khan (fl. XII secolo) è stato un generale e condottiero mongolo, figlio di Kadjuli Khan e signore di Transoxania, è diretto progenitore di Tamerlano.

## Vita
Si conosce poco di questo personaggio. Fu il secondo Khan of central Asia states; fu progenitore della stirpe dei Barlas, guerrieri Mongol dai quali Tamerlano si fregiava, con orgoglio, di discendere.
Era di religione cristiana nestoriana.

## Genealogia
Erumdji Barlas era nipote di Tumbinai Khan (il figlio di Shingkor Dokshin) e discendente di Khaidu Khan antenato comune a Gengis Khan.
Fu sposato con varie mogli. Uno dei suoi figli fu Suqu Sechen Khan.